# April (gruppo musicale)
Le April (에이프릴?) sono state un gruppo musicale sudcoreano formatosi a Seul nel 2015. Il gruppo debuttò il 24 agosto 2015, con il loro EP Dreaming con la traccia principale Dream Candy. Il gruppo è composto da sei membri: Yoon Chae-kyung, Kim Chae-won, Lee Na-eun, Jung Ye-na, Rachel e Lee Jin-sol. Il gruppo si è sciolto il 28 gennaio 2022.

## Storia

### 2015: Debutto conDreaming, l’abbandono di Jeon So-min e album singolo

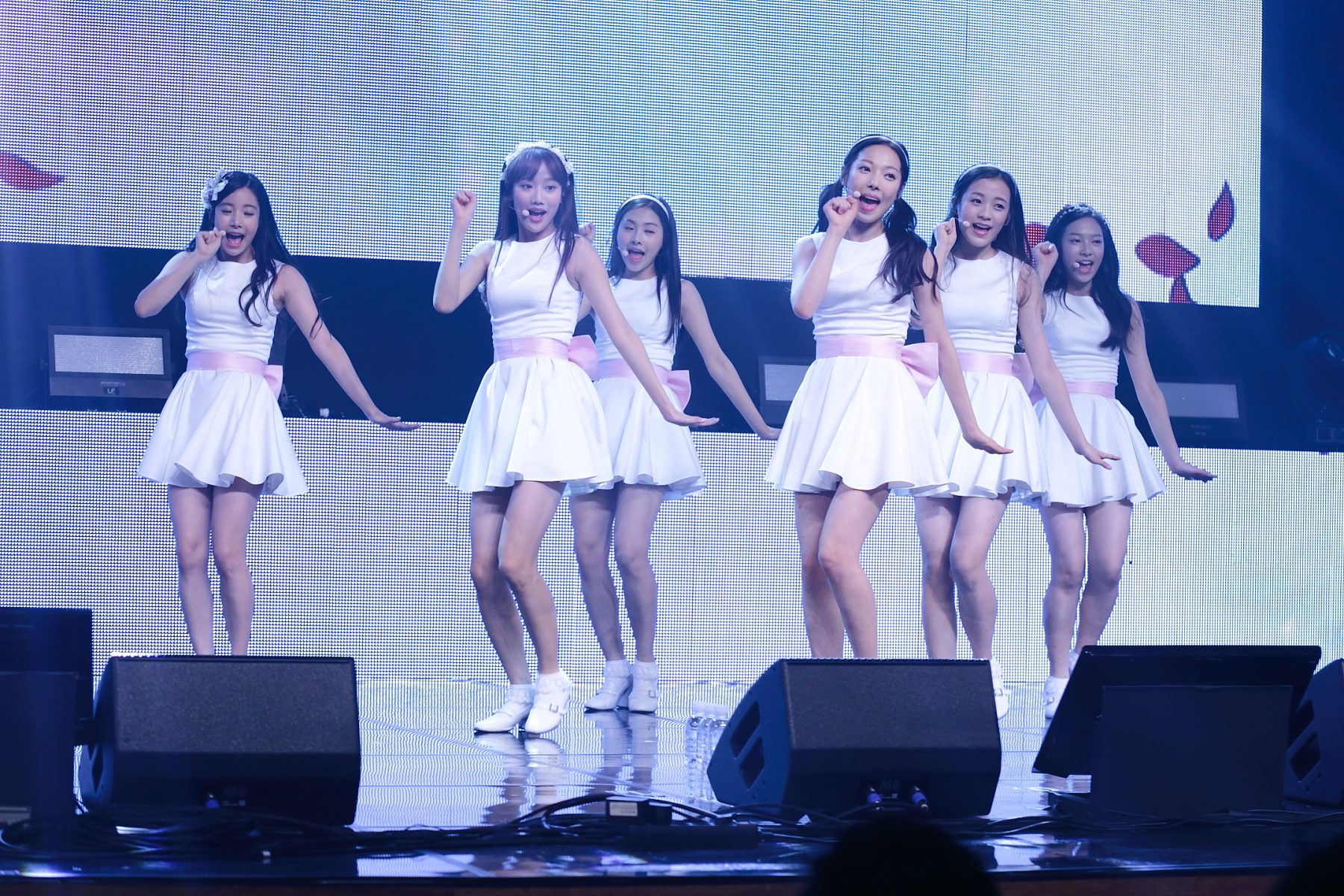
Le April durante la loro prima performance il 25 agosto 2015, a The Show

La formazione delle April fu annunciata per la prima volta dalla DSP Media il 9 febbraio 2015. Il gruppo di sei membri (Jeon So-min, Kim Chae-won, Lee Hyun-joo, Lee Nae-un, Yang Ye-na e Lee Jin-sol) debuttò il 24 agosto con l'EP Dreaming con la title track Dream Candy.
Il 9 novembre, il leader del gruppo, Jeon So-min, annuncio che sarebbe uscita dal gruppo. I restanti cinque membri hanno pubblicato l'album singolo Boing Boing, accompagnata dalla traccia principale Muah! e da e il lato B Glass Castel il 25 novembre. Il 21 dicembre il gruppo pubblica un altro album singolo però natalizio, Snowman.

### 2016:Spring, primo concerto e cambio di formazione
Il 12 febbraio 2016, la DSP Media annunciò il nome del fan club del gruppo, "Fineapple". Il 14 febbraio, il gruppo organizzò un mini concerto dal titolo "Everland Romantic Concert" per San Valentino. Il 18 febbraio, il gruppo vinse il premio Rookie of the Year di Girl Group al Korean Entertainment Arts Awards.
Il 6 marzo, il gruppo tenne il loro primo fan-meeting giapponese intitolato "April JAPAN FANMEETING 2016 ~ The First Fairy tale ~" con la partecipazione di 2.000 fan. L'evento è stato presentato da Heo Young-ji. Un mini-fanmeeting è stato tenuto a Seul, il 27 febbraio, con la partecipazione di 500 fan.

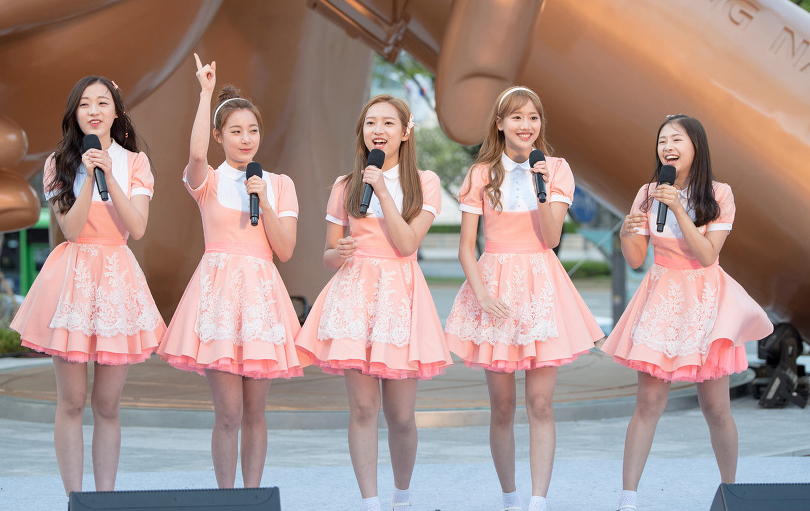
Le April mentre si esibiscono

Il 27 aprile 2016 il gruppo pubblicò il loro secondo EP Spring, contenente sei tracce tra cui il singolo principale, "Tinkerbell". Durante le promozioni Hyunjoo prese una pausa temporanea dal gruppo a causa di problemi di salute, e le April promossero come quartetto.
Il 2 luglio il gruppo apparì come ospite al fan-meeting giapponese di Heo Young-ji "[YOUNGJI FANMEETING 2016 ~ Nice To ser U ~]"
Il 21 agosto, il gruppo tenne il suo primo concerto da solista, intitolato Dream Land, alla Baek Am Art Hall di Seul, per celebrare il loro primo anniversario. Un altro concerto si è tenuto a Tokyo, Giappone, il 15 ottobre. Yoon Chae-kyung ha anche partecipato a entrambi i concerti come membro ospite.
Il 29 ottobre, Hyunjoo abbandonò il gruppo, dopo una pausa di sette mesi, al fine di perseguire una carriera di attrice. I quattro membri rimanenti del gruppo (Chaewon, Naeun, Yena e Jinsol) continueranno con l'aggiunta di nuovi membri del gruppo confermati a novembre: Chaekyung, che apparve in precedenza come membro ospite, e Rachel.

### 2017:Prelude,MaydayeEternity

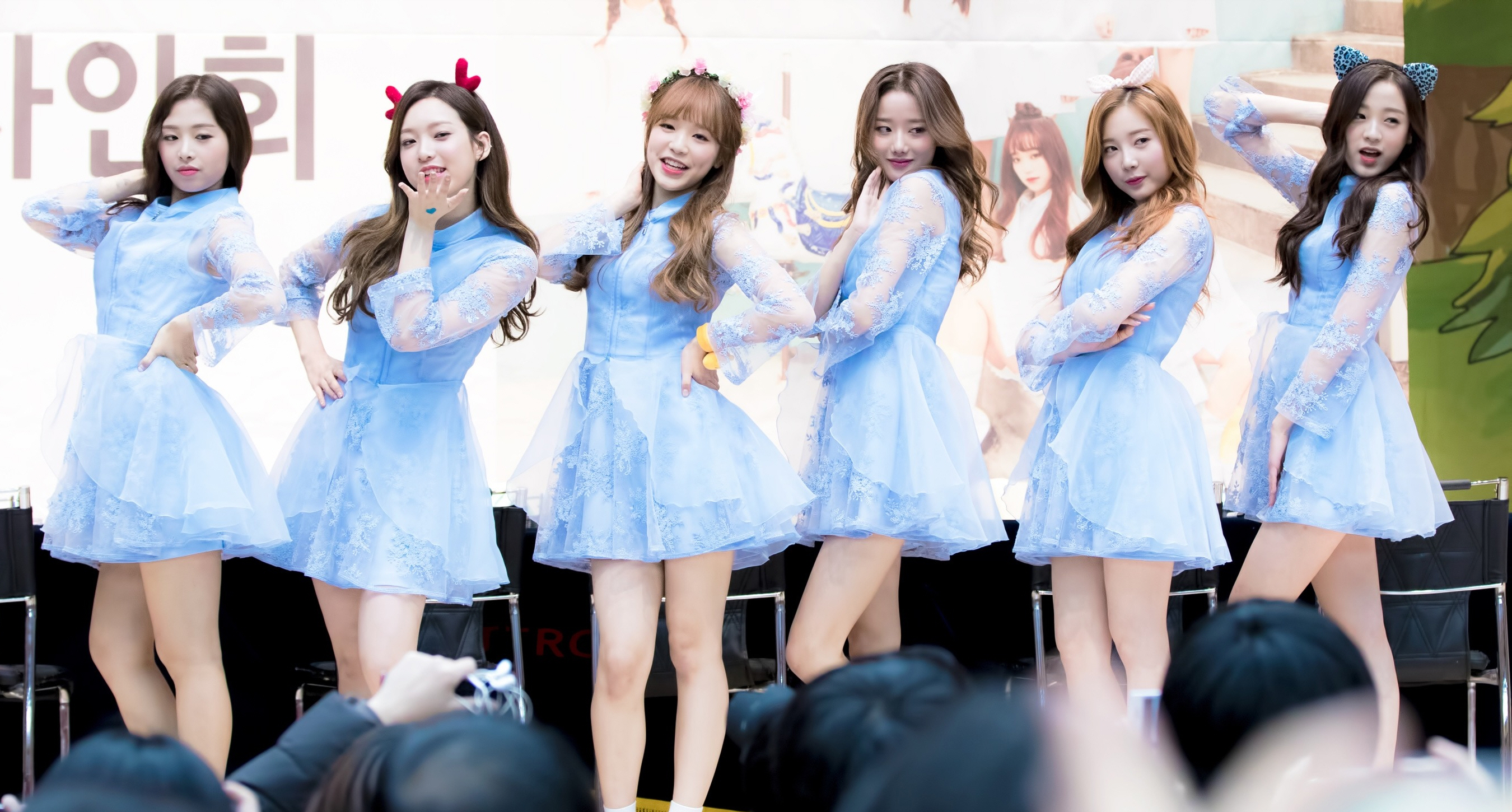
Le April durante un fansign, il 15 gennaio 2017

Le April pubblicarono il loro terzo EP Preludei il 3 gennaio 2017, con la traccia principale April Story. Il gruppo tenne la loro esibizione in prima serata per "Prelude" nello stesso giorno. Il 14 febbraio, eseguirono una cover di "Luv" delle Apink per il 100 ° episodio di The Show. Dal 16 febbraio, si sono esibiti anche su M Countdown con la traccia "Wow". Il 26 febbraio pubblicarono So You come singolo digitale. Il 20 marzo, tenutosi a Shinagawa Intercity Hall, a Tokyo, si è tenuto il secondo incontro dei fan giapponesi intitolato "[#April JAPAN FANMEETING 2017 ~ April Story ~]".
Il 4 aprile, pubblicarono il video musicale sul campo da tennis per il singolo "Sting", attraverso il primo episodio del loro reality. A-IF-Ril. Il programma è stato trasmesso per cinque episodi. L'8 maggio, il secondo programma di realtà dell'anno del gruppo, April Secret, è stato trasmesso su Naver TV.
Il 29 maggio, uscì il loro secondo singolo, Mayday. Il video musicale di "Sting" è stato ripubblicato con il titolo "Lovesick", insieme alla title track "Mayday" e al suo video musicale a tema retrò. Suonarono "Lovesick" su M Countdown il 22 giugno.
Il 20 settembre pubblicarono il loro quarto EP Eternity insieme alla title track "Take My Hand".
Il 18 ottobre annunciarono un concerto giapponese APRIL 2nd LIVE CONCERT IN JAPAN 2017「 DREAM LAND 」(Take My Hand). Il gruppo tenne anche un concerto in Corea il giorno di Natale intitolato "2017 SPECIAL CHRISTMAS APRIL EVE".

### 2018:The Blue, debutto giapponese eThe Ruby

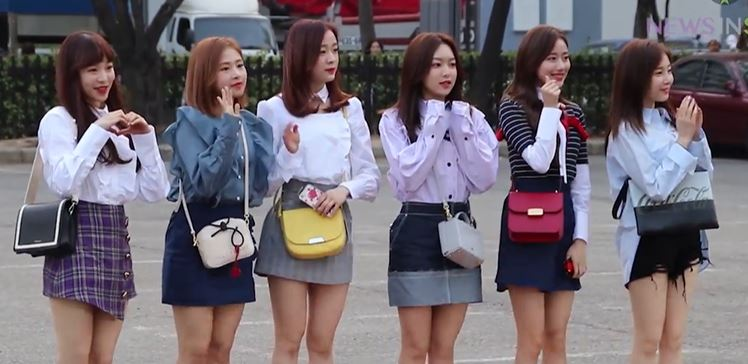
Le April presso gli studi di Music Bank, il 18 marzo 2018.

Il 30 gennaio 2018, la DSP Media annunciò che il gruppo si stava preparando per l'uscita di un singolo per il 7 febbraio. Il 31 gennaio, l'agenzia ha rivelato che il singolo doveva far parte di un album di unità speciali. Il 1 ° febbraio è stato rivelato che la subunità emergente composta dai membri Jinsol e Naeun avrebbe pubblicato una canzone intitolata My Story.
Il 26 febbraio 2018, la DSP Media confermò il ritorno del gruppo completo di aprile è stato fissato per il 12 marzo, con il quinto EP The Blue, accompagnato dalla title track The Blue Bird.
Il 22 marzo, la DSP Media annunciò che le April avrebbero dovuto debuttare in Giappone nel corso del mese successivo. Il gruppo debuttò in Giappone il 25 aprile con la versione giapponese del loro singolo "Tinkerbell" del 2016. Il singolo contiene anche la versione giapponese della traccia b-side "Yes, sir!" così come la versione strumentale di entrambe le canzoni. Il singolo è stato promosso attraverso le apparizioni televisive e una serie di incontri con i fan in varie città del Giappone.
Il 17 settembre, il notiziario OSEN pubblicò un articol sulle aprile riguardo ad un ritorno in autunno. Le relazioni sono state successivamente confermate dal membro più giovane del gruppo, Jinsol, che ha rivelato durante un'intervista che il gruppo si stava effettivamente preparando per un ritorno. Il 4 ottobre, la DSP Media confermò che il gruppo sarebbe tornato con il sesto EP The Ruby. L'album è stato pubblicato il 16 ottobre, insieme alla title track "Oh! My Mistake".

### 2019-2020: Ritorno giapponese,Da CapoeHello Summer
Il 14 dicembre 2018, la DSP Media annunciò che le April sarebbero tornate per il loro primo ritorno in Giappone il 16 gennaio 2019, con l'uscita della versione giapponese della b-side track "Oh-E-Oh". Il singolo contiene anche la versione giapponese del loro singolo del 2018 "The Blue Bird" così come la versione strumentale di entrambe le canzoni e la versione coreana di "Oh-E-Oh".
L'11 marzo 2020 la DSP Media comunicò che il gruppo sarebbe ritornate ad aprile di quell'anno, in seguito a posticipazioni causate dalla pandemia di COVID-19. Il 10 aprile, venne annunciato che le April sarebbero tornate con il loro settimo EP Da Capo per il 22 aprile.
Il 22 aprile l'album viene pubblicato, insieme al singolo "Lalalilala".
Il 14 luglio 2020 l'agenzia del gruppo rilasciò un comunicato in cui si annuncia che il gruppo sarebbe tornato con un album estivo, Hello Summer, insieme al singolo "Now or Never".

### 2021: accuse di bullismo
Il 28 febbraio 2021 un post è stato pubblicato in un forum online da qualcuno che afferma di essere il fratello dell'ex membro del gruppo Hyunjoo. Nel post si sostiene che l'abbandono di Hyunjoo dal gruppo non è accaduto perché volesse studiare recitazione, ma perché è stata cacciata via dopo essere stata gravemente bullizzata dagli altri membri del gruppo, fino a quasi tentare il suicidio. DSP Media nega tuttavia che qualsiasi tipo di bullismo sia stato effettuato, e che avrebbero perseguito legalmente Hyunjoo e la sua famiglia. Come risultato, il gruppo ha dovuto far fronte a pesanti reazioni, includendo la rimozione di alcuni membri da contratti di sponsorizzazione e ruoli di recitazione.

## Formazione
Attuale
- Kim Chae-won – leader, voce, rap (2015-presente)
- Yoon Chae-kyung – voce (2016-presente)
- Lee Na-eun – voce (2015-presente)
- Yang Ye-na – voce, rap (2015-presente)
- Rachel – voce, rap (2016-presente)
- Lee Jin-sol – voce, rap (2015-presente)

Ex-membri
- Jeon So-min – leader, voce (2015-2016)
- Lee Hyun-joo – voce (2015-2016)

## Discografia

### EP
- 2015 – Dreaming
- 2016 – Spring
- 2017 – Prelude
- 2017 – Eternity
- 2018 – The Blue
- 2018 – The Ruby
- 2020 – Da Capo
- 2020 – Hello Summer

### Singoli
- 2015 – "Dream Candy" (꿈사탕)
- 2015 – "Muah!"
- 2015 – "Snowman"
- 2016 – "Tinker Bell"
- 2017 – "April Story" (봄의 나라 이야기)
- 2017 – "Mayday"
- 2017 – "Take My Hand" (손을 잡아줘)
- 2018 – "The Blue Bird" (파랑새)
- 2018 – "Oh! My Mistake" (예쁜 게 죄)
- 2019 – "Oh-E-Oh"
- 2020 – "Lalalilala"
- 2020 – "Now or Never"

## Filmografia

### Televisione
- Here Goes April (2015)
- Daily April (2016)
- A-IF-Ril (2017)
- April Secret (2017)

## Riconoscimenti
- Korean Entertainment Art Award[59]
  - 2016 – Female Rookie of the Year
- Circle Chart Music Award
  - 2016 – Candidatura New Artist of the Yea
- Seoul Music Award[60]
  - 2016 – Candidatura Bonsang Award
  - 2016 – Candidatura New Artist Award
  - 2016 – Candidatura Popularity Award
  - 2016 – Candidatura Hallyu Special Award
- GS Shop Music Awar
  - 2016 – Top Home Shopping BGM per "Muah!"
- Korea Brand Award
  - 2016 – Star of Tomorrow, Rising Star Award
- Korean Culture & Entertainment Award[61]
  - 2017 – K-Pop Artist Award
  - 2018 – K-Pop Artist Award